# Gibellia
Gibellia es un género de hongos en la familia Melanconidaceae. Según el "2007 Outline of Ascomycota", la ubicación de este género en Melanconidaceae es incierta.